# Кінокава (Вакаяма)
Кінокава (яп. 紀の川市, きのかわし, кінокава сі ) — місто в Японії, у північній частині префектури Вакаяма.
Засноване 7 листопада 2005 року шляхом об'єднання таких населених пунктів:
- містечка Утіта повіту Наґа (那賀郡打田町)
- містечка Кокава (粉河町)
- містечка Наґа (那賀町)
- містечка Момояма (桃山町)
- містечка Кісіґава (貴志川町)

Кінокава лежить у середній течії однойменної річки, що перетинає північ префектури Вакаяма і впадає в протоку Кітан. Місто є центром садівництва — вирощування персиків і полуниць.
Цінними пам'ятками Кінокави є буддистський монастир Кокава 770 року, розкішне синтоїстське святилище Томобуті-Хатіман та стародавні японські кургани. Місто також славиться гарячими ваннами на термальних водах Дзіндзу.